# Staten Island Greenbelt
Staten Island Greenbelt er et park- og naturområde på Staten Island i New York City. Det er den næststørste enhed af de parker, der drives af New Yorks bystyre og det vedligeholdes af New York City Department of Parks and Recreation sammen med Greenbelt Conservancy, en nonprofitorganisation, der arbejder for at finansiere driften af det grønne område.
Området er på omkring 1.100 hektar og består af øens centrale højdedrag samt lavland med vådområder i umiddelbar forbindelse hermed. Området huser en lang række plante- og dyrearter, heriblandt snapskildpadde, canadisk jordegern, østlig bomuldshalekanin og virginiahjort.